# 1792 у Миколаєві
| Роки в Миколаєві 1789 • 1790 • 1791 • 1792 • 1793 • 1794 • 1795 • 1796 • 1797 • 1798 • 1799 • → Див. також: XIX століття |

1792 у Миколаєві — список важливих подій, що відбулись у 1792 році в Миколаєві. Також подано перелік відомих осіб, пов'язаних з містом, що народились або померли цього року.
У 1792 році в Миколаєві (без Богоявленського, який був включений до складу Миколаєва у 1973 році) налічувались: 1 церква, 100 казарм, 13 магазинів, 158 кам'яних будинків, 61 землянка, 209 мазанок, 149 крамниць, 1566 жителів і 1734 тимчасових робочих.

## Події

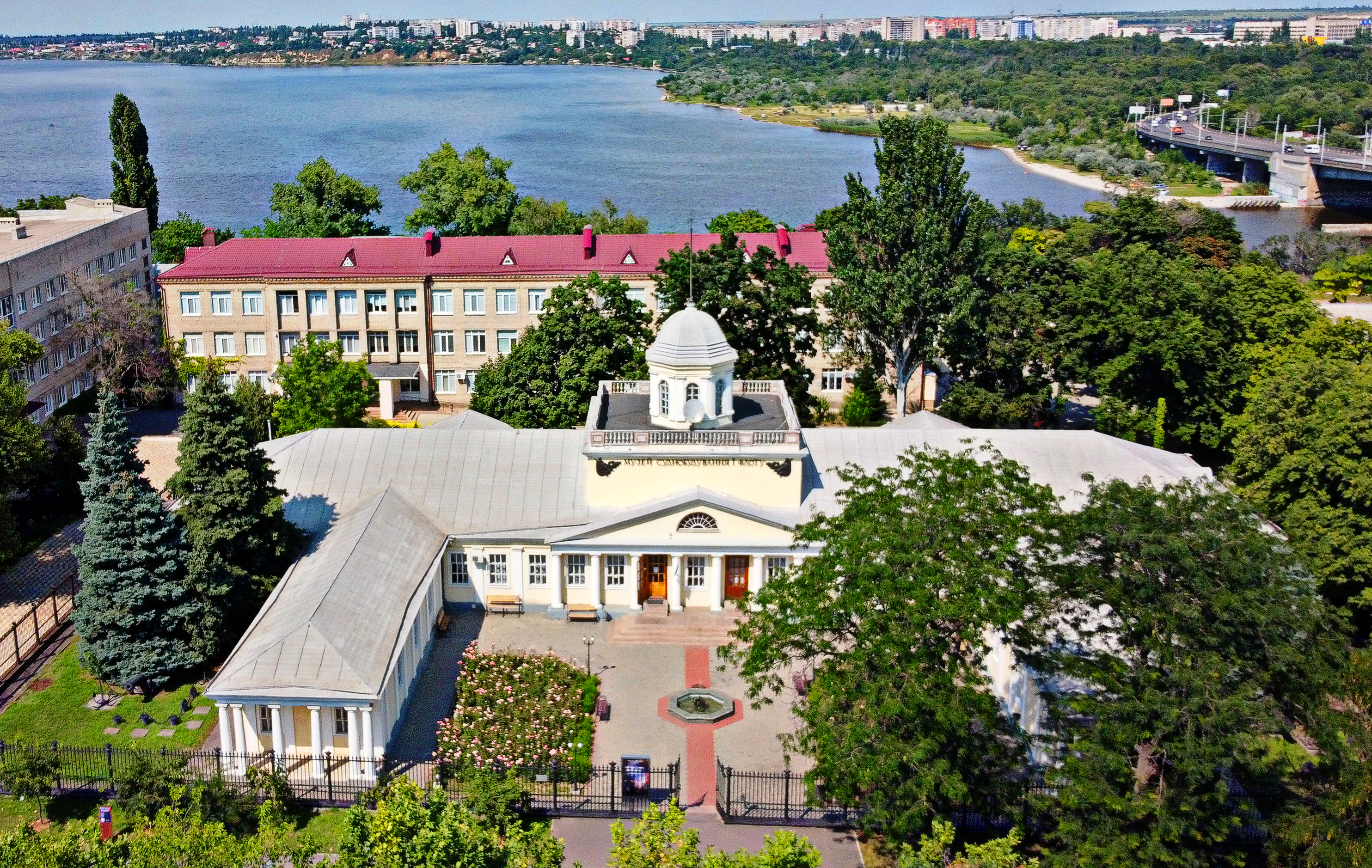
Будинок Головного командира Чорноморського флоту

- На нинішній вулиці Адміральській під керівництвом архітектора Петра Неєлова почали зводити Будинок Головного командира Чорноморського флоту, який був побудований у 1794. У 1978 в цій будівлі був заснований Миколаївський музей суднобудування і флоту[2].
- 27 квітня (8 травня) Катерина II своїм указом дозволила поселитися «особливою слободою» османам, які потрапили в полон під час російсько-турецької війни (1787—1792) і які забажали залишитися в Російській імперії, з відведенням для цих цілей землі «в передмісті Миколаєва». Цим місцем стала Тернівка. Тернівка лищалася турецьким поселенням до 1802 року, коли її мешканці за дозволом Павла I переселилися ближче до одновірців в місто Карасу-Базар (нині місто Білогірськ в Криму), а в Тернівку того ж року прибули болгарські переселенці[3].

## З'явилися

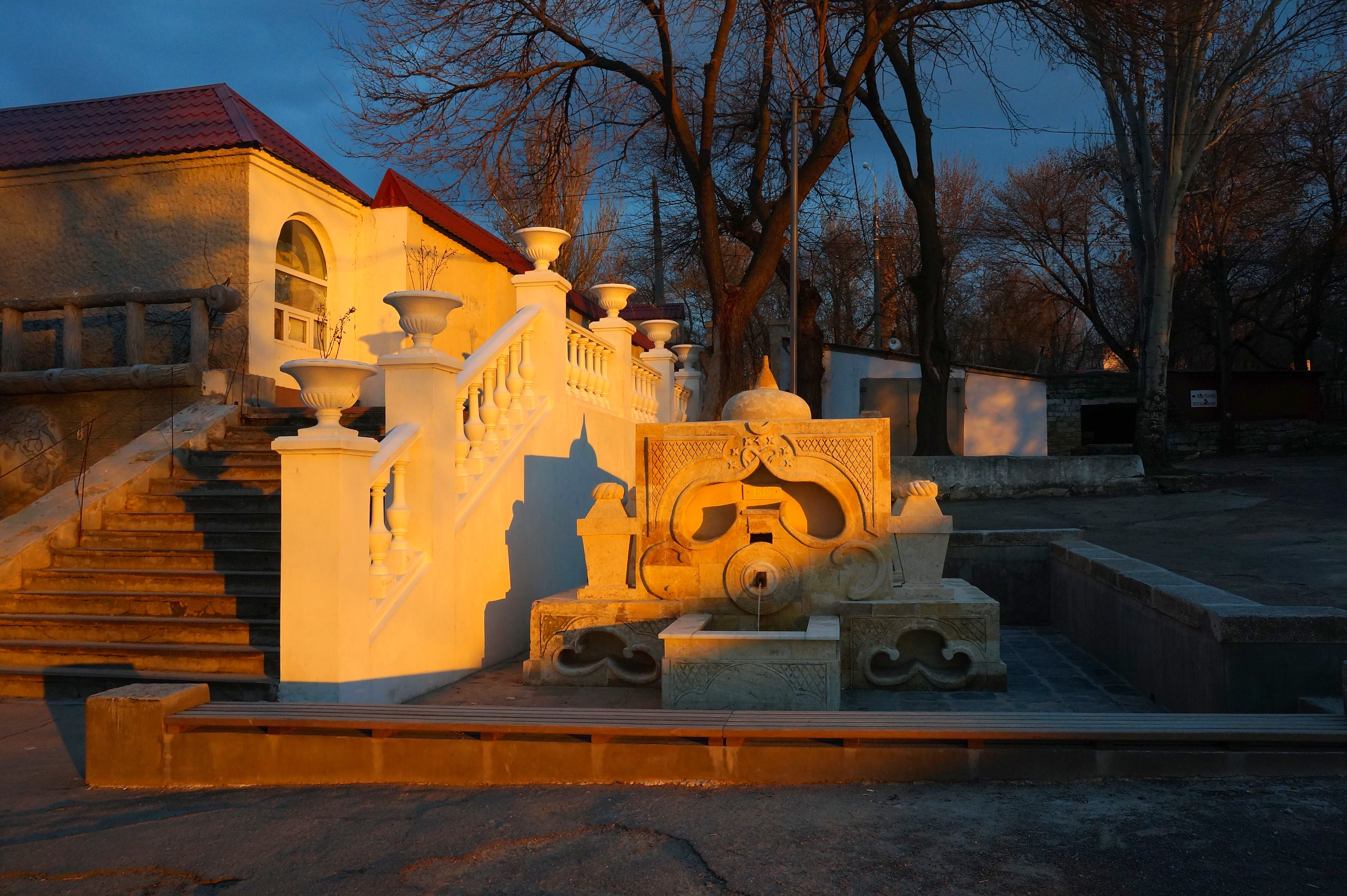
Турецький фонтан

- У місцевості, що називалася Спаськ (зараз Сухий Фонтан) неподалік від Яхт-клубу створений Турецький фонтан — все, що наразі залишилося від комплексу Турецького палацу Потьомкіна. Всі спорули (включно з фонтаном) були виконані в мавританському стилі, що відображено у назві фонтана[4]. Воду до нього подавали по трубах зі Спаського джерела[5].
- У Миколаєві з'явилася офіційно зареєстрована католицька громада. Вона переважно складалася з французів, бельгійців, італійців та поляків[6].
- Почалося будівництво першого мосту через Інгул, яке завершилося у 1795. Перший Інгульський міст збудовано як наплавний, прокладений на понтонах.[7]

## Особи

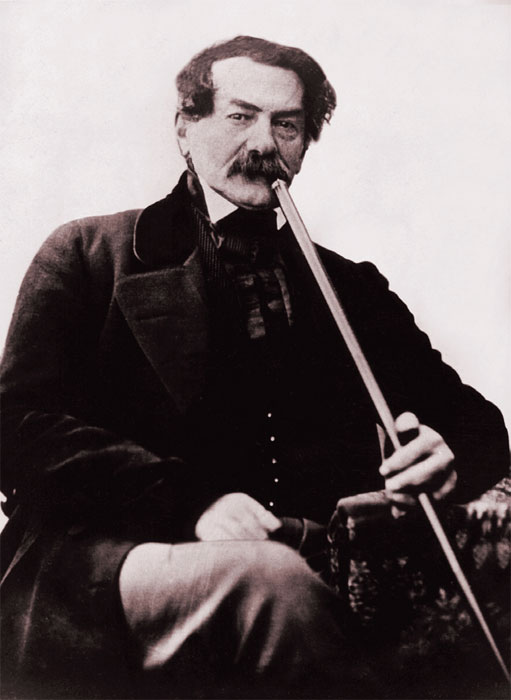
Йосип Поджіо

Після підписання Ясського мирного договору командувач Чорноморської веслової флотилії Хосе де Рібас відвів флотилію на базу в Миколаєві. Він оселився на розі вулиць Наваринської і Нікольської в будинку, за адресою: Наваринська, 3, відомого серед миколаївців як будинок Дерібаса. Контр-адмірал прожив у ньому до 1794, після чого переїхав до Коцюбіїва, на місці якого була побудована Одеса, де він став першим першим градоначальником.

### Народилися
- 30 серпня в Миколаєві, в родині російського військовика італійського походження, учасника Російсько-турецької війни 1787—1792 років Вітторіо Амадео Поджіо народився майбутній декабрист, член Південного товариства Йосип Поджіо.

### Померли
- 18 (29) листопада в Миколаєві помер купець, перший містобудівник та перший громадянин міста Миколаєва Михайло Леонтійович Фалєєв. Тіло його було поховане в Миколаєві біля вівтарної стіни споруджуваного собора святого Григорія Великої Вірменії.